# Comédie militaire
 (août 2024).
Si vous disposez d'ouvrages ou d'articles de référence ou si vous connaissez des sites web de qualité traitant du thème abordé ici, merci de compléter l'article en donnant les références utiles à sa vérifiabilité et en les liant à la section « Notes et références ».
La comédie militaire, est une comédie ayant pour thème l'armée. On retrouve principalement cela dans les comédies américaines.